# (3182) Shimanto
(3182) Shimanto (1984 WC) – planetoida z pasa głównego asteroid okrążająca Słońce w ciągu 4,23 lat w średniej odległości 2,61 au. Odkryta 27 listopada 1984 roku.